# Gasaraki
Gasaraki é um anime produzido pela Sunrise em 1998, sobre Mecha.
O anime é uma crítica ao poder excessivo concentrado nas mãos das indústrias e grandes coorporações, que possuem mais poder na política mundial do que os próprios governos.

## História
No Japão de 2014, uma indústria chamada Indústrias Gowa produz os T.A. (Tactical Armors), robôs gigantes (mecha). O centro da história é Belgistão, um país do Oriente Médio relativamente atrasado. Após uma grande explosão que parecia de natureza nuclear, o Belgistão sofre embargo comercial e é atacado pelos EUA. Mas mesmo os EUA com suas armas de última geração não conseguem lutar contra o exército do Belgistão. Os T.A. são enviados para lá, e fazem uma luta de igual para igual contra o Belgistão.